# 能勢電鉄7200系電車
能勢電鉄7200系電車（のせでんてつ7200けいでんしゃ）は、能勢電鉄が2018年（平成30年）に導入した電車である。阪急電鉄から譲受した7000系と6000系の改造車で構成される。

## 導入の過程
2015年（平成27年）から2016年（平成28年）にかけての、阪急5100系の譲受による1500系の置き換え完了後、引き続き阪急5100系の譲受による1700系の置き換えが計画されていたが、消費電力量の面で課題があった。そのため、1700系の代替車両は阪急7000系・6000系に変更して省エネルギー化を推進することとなった。
2015年（平成27年）、阪急7000系7021Fに組み込まれていた6000系6671・6681が7000系の7551・7581に差し替えられ、6000系の6671・6681は休車となった。一方、2016年（平成28年）3月に7000系7025Fの2両編成が休車となった。この7025Fの中間に6671・6681の2両を組み合わせ、 7025-6681-6671-7125 の4両編成となった。これが7200系最初の種車となった。2017年（平成29年）3月25日未明に正雀車庫から西宮車庫に回送、4月7日未明に新開地駅経由で阪神尼崎工場に回送され、阪神車両メンテナンスで能勢電鉄向けの改造が行われた。2018年（平成30年）2月に尼崎工場を出場し、正雀車庫へ回送後に阪急京都線内で試運転を実施した。改造に伴って車種構成も変更され、Mc-T-T-M'c からMc-M'-T-Tc となり、車両番号も 7200-7230-7280-7250（7200F）となった。同月に平井車庫への回送を経て能勢電鉄平野車庫へ回送した。
2019年（令和元年）5月13日に、7016Fを改造した7201Fが、2021年（令和3年）3月31日には、7026Fを改造した7202Fが7200Fと同様の改造工程を経て能勢電鉄平野車庫へ回送された。
2024年（令和6年）3月15日に、7036F・7037Fを種車とした7200系第4次車の導入が能勢電鉄公式YouTube上で発表され、その後同編成は山下駅 - 妙見口駅間の折り返し運転用に2両編成の7210F・7211Fとして使用されることが発表された。また、同車両には「日常にイロドリを。」をテーマに、沿線の豊かな自然をコンセプトにデザインされたラッピングが施されることとなり、7210Fには「茜音（あかね）」、7211Fには「藍彩（あい）」という愛称がつけられた。

## 導入時の改造
制御装置・主電動機は能勢電鉄初のVVVFインバータ制御と同期電動機を採用、乗り心地の改善と省エネルギー化を図った。
ワンマン運転に対応し、前面・側面の行先表示器が幕式から顧客が自由に8色選択して製造されるセレクトLEDに変更、前照灯はLED化、車内の照明もLEDとなった。車内には液晶ディスプレイ (LCD) の案内表示器が設けられ、両先頭車に車椅子スペースを設置、座席は袖仕切りを大型化、緊急時の避難用はしごも搭載された。阪急車両におけるワンハンドル車両のワンマン対応工事は今津線・甲陽線の6000系以来となる。
営業開始前にマルーンと上部のアイボリーの間に金色のラインが入る。阪急電鉄の車両と区別しやすくするための金帯は、1世紀をこえる能勢電鉄の歴史と継続を、また、金色は輝く沿線の未来を表現している。金帯は、乗務員室用扉の上部で帯を折り返していて、能勢電鉄のイニシャルである『N』を表している。運転台後部側面には「N7200」のロゴが入った。
7201Fではわずかな仕様変更がなされている。外装面では客用ドアの窓が阪急7000系リニューアル車同様の縦長のものに、ドア開時に点灯する車両側面の表示灯が阪急1000系と同様のものになった。内装面では乗務員室内の車掌台の仕切り板が切り欠けになり、中間車にイベント列車用のAC電源コンセントが設置された。

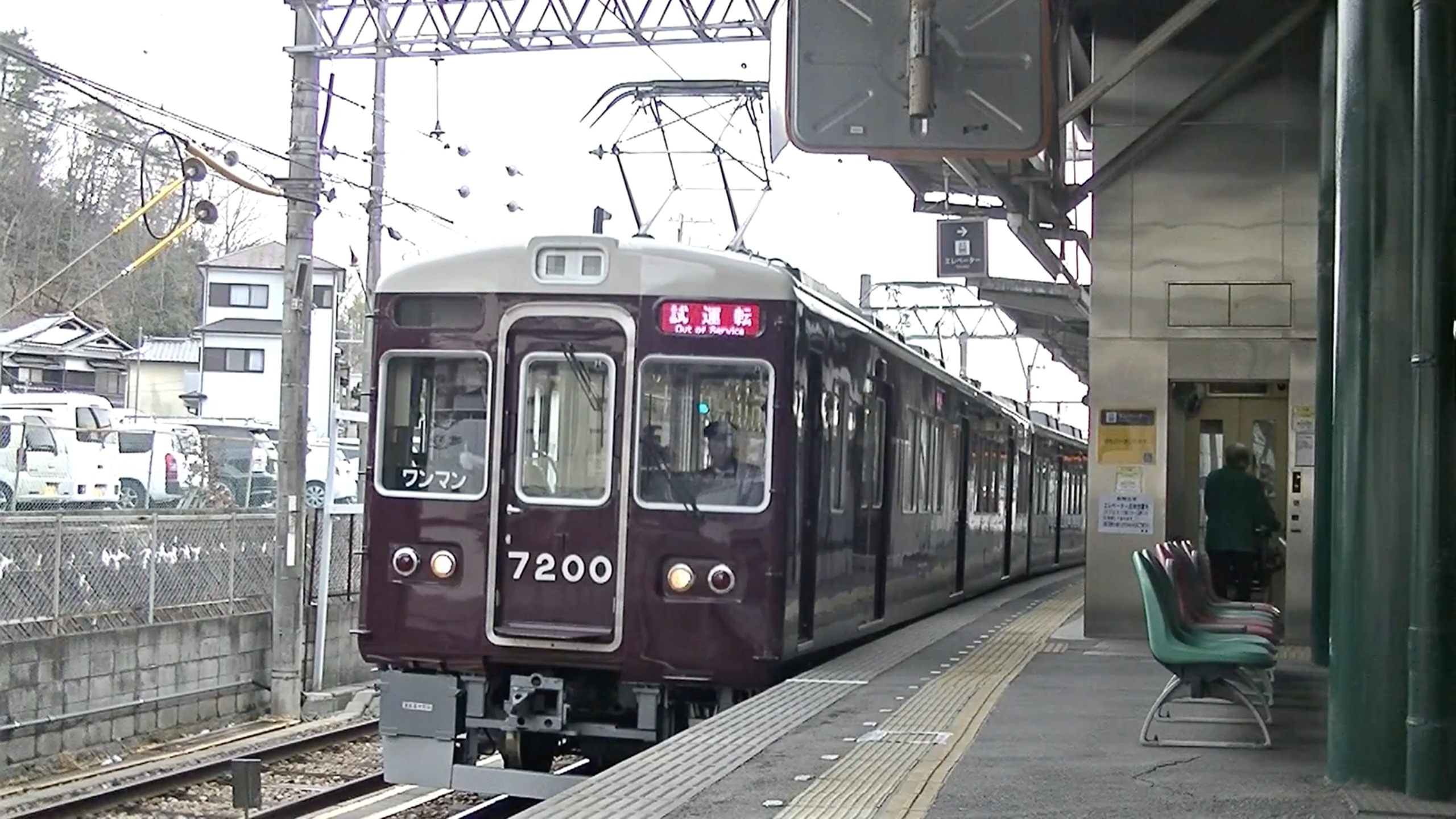
妙見線で試運転中の7200系（2018年2月 ゴールドライン追加前）
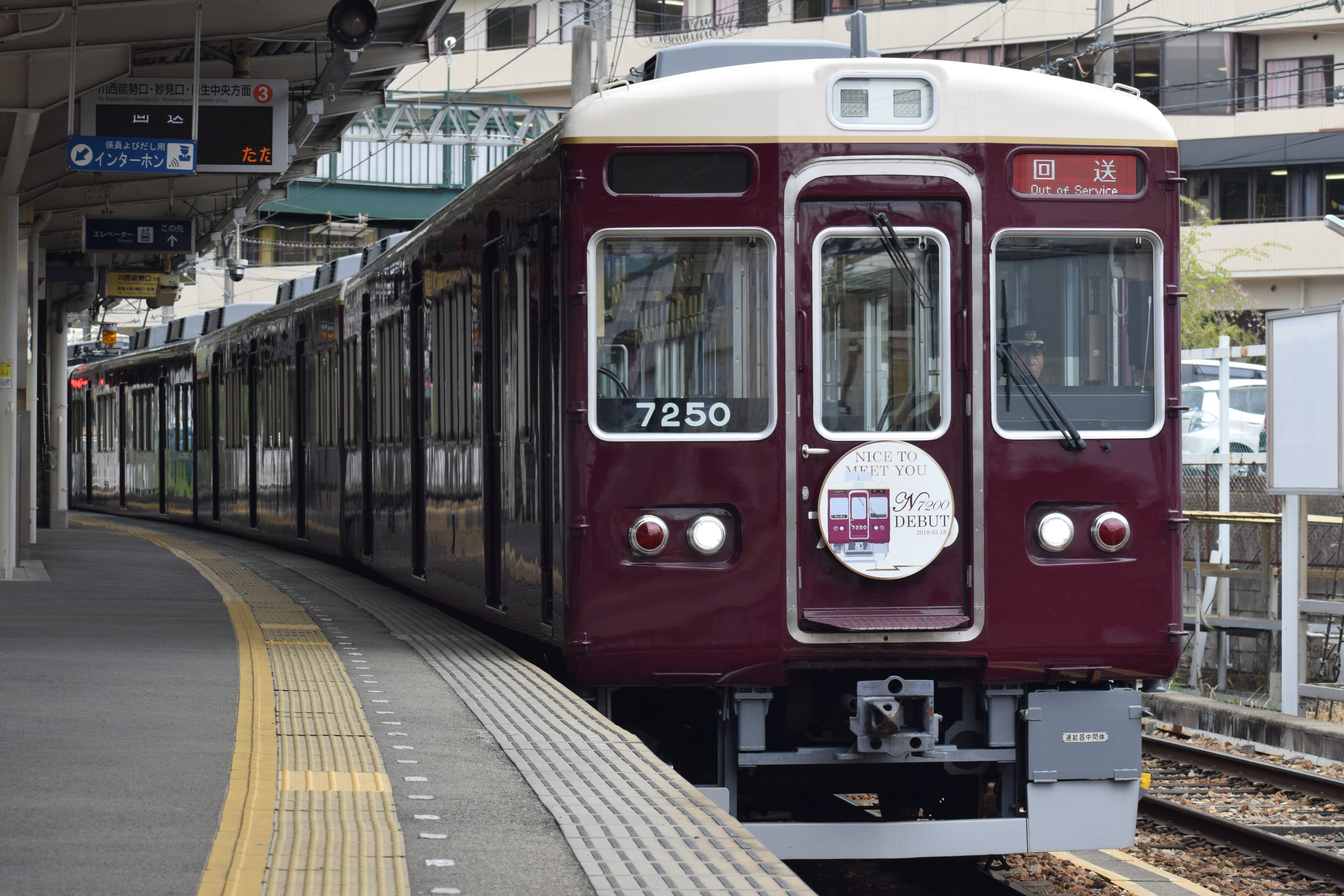
ゴールドライン追加後の外観
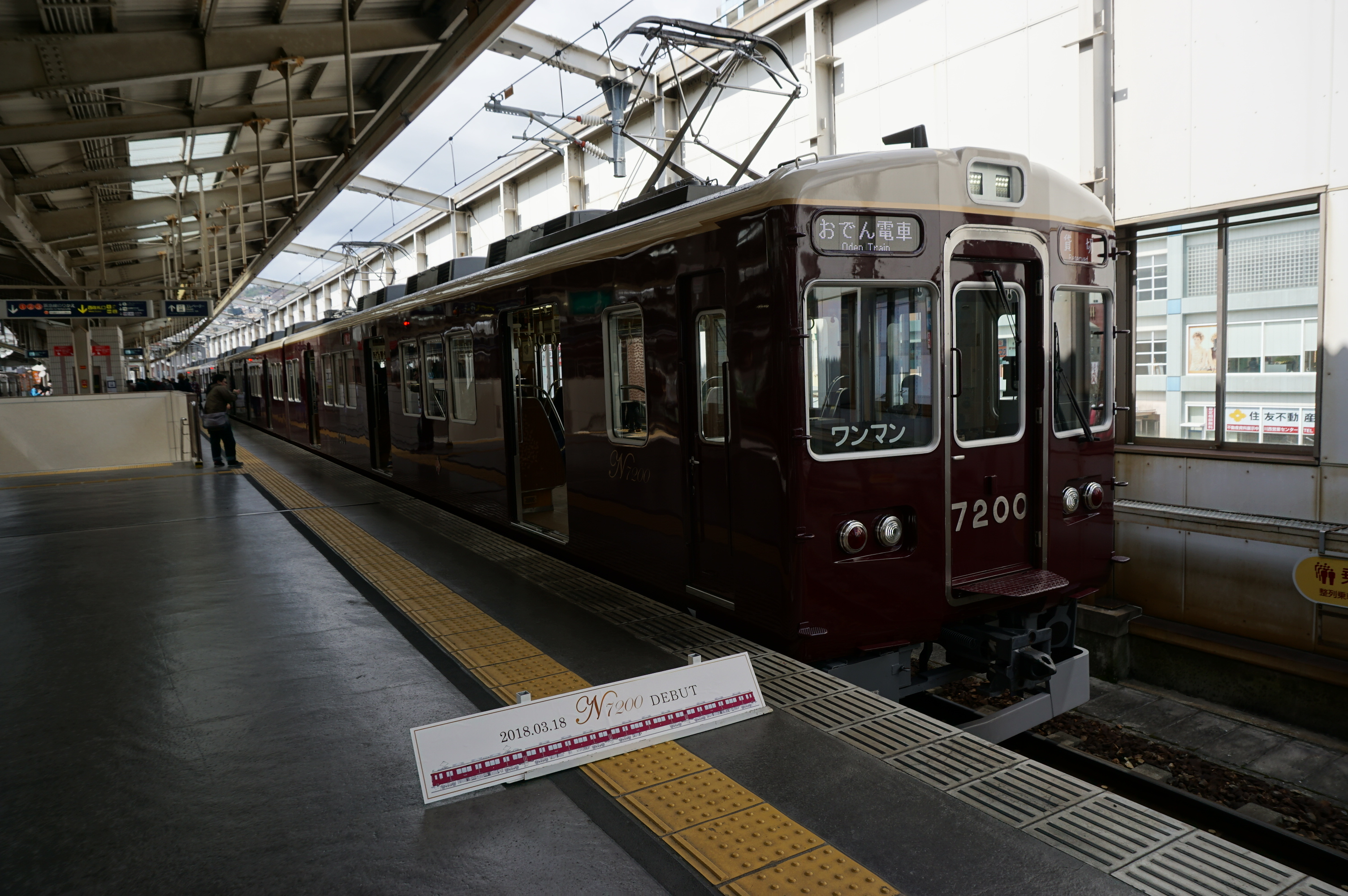
デビュー記念で川西能勢口駅に展示された7200F
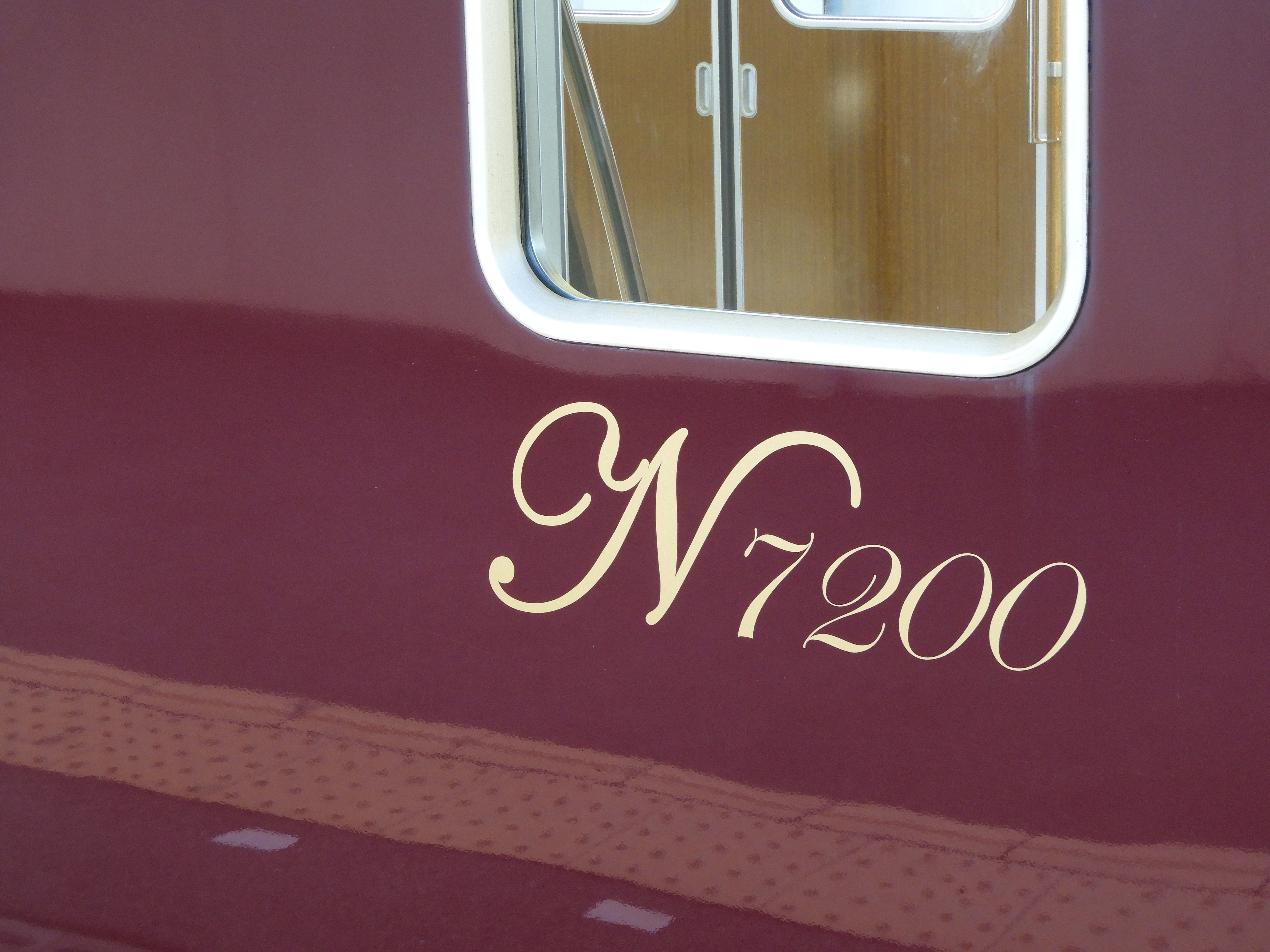
車体側面の「N7200」のロゴ
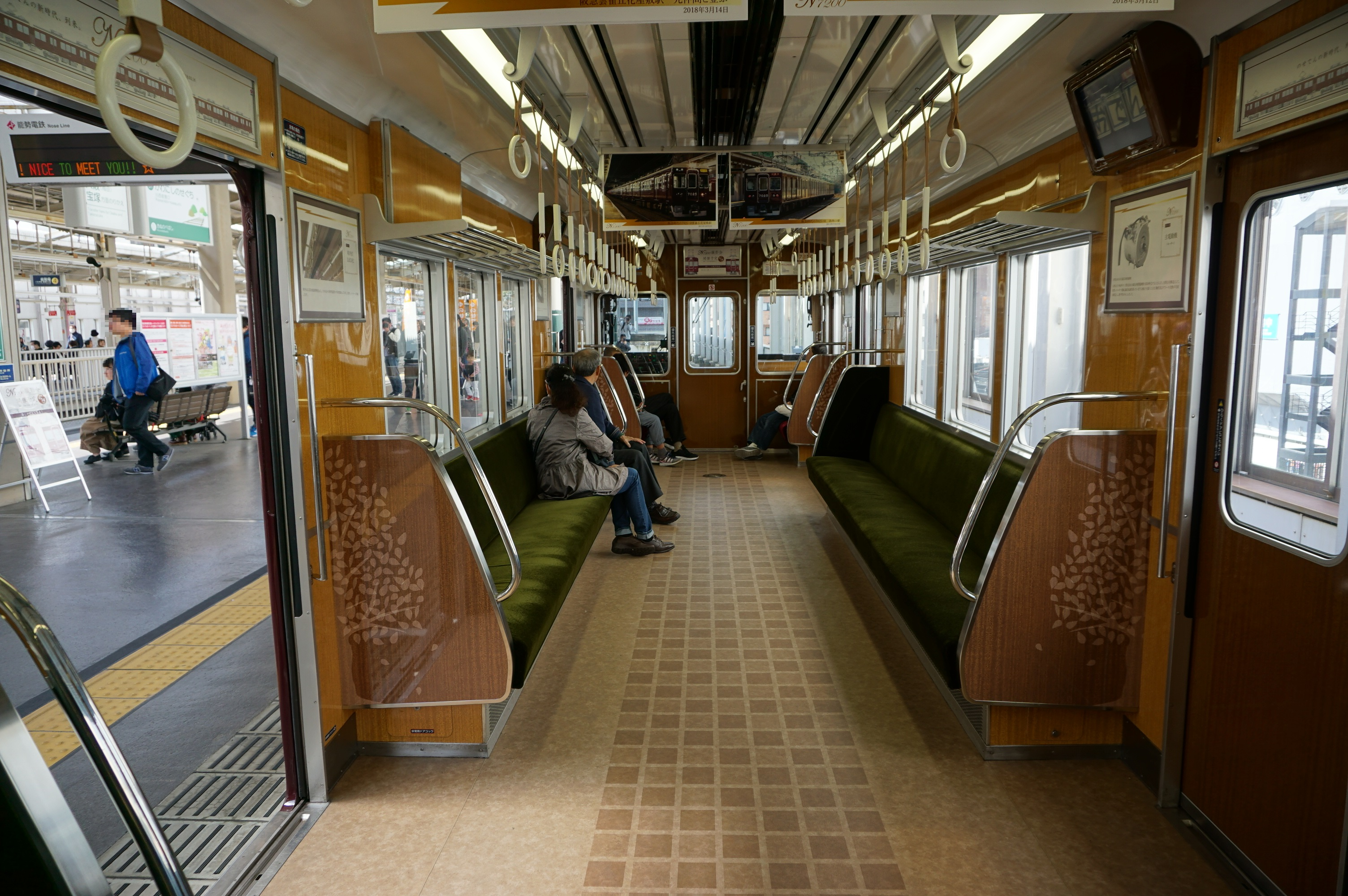
7250号車の車内（2018年3月）
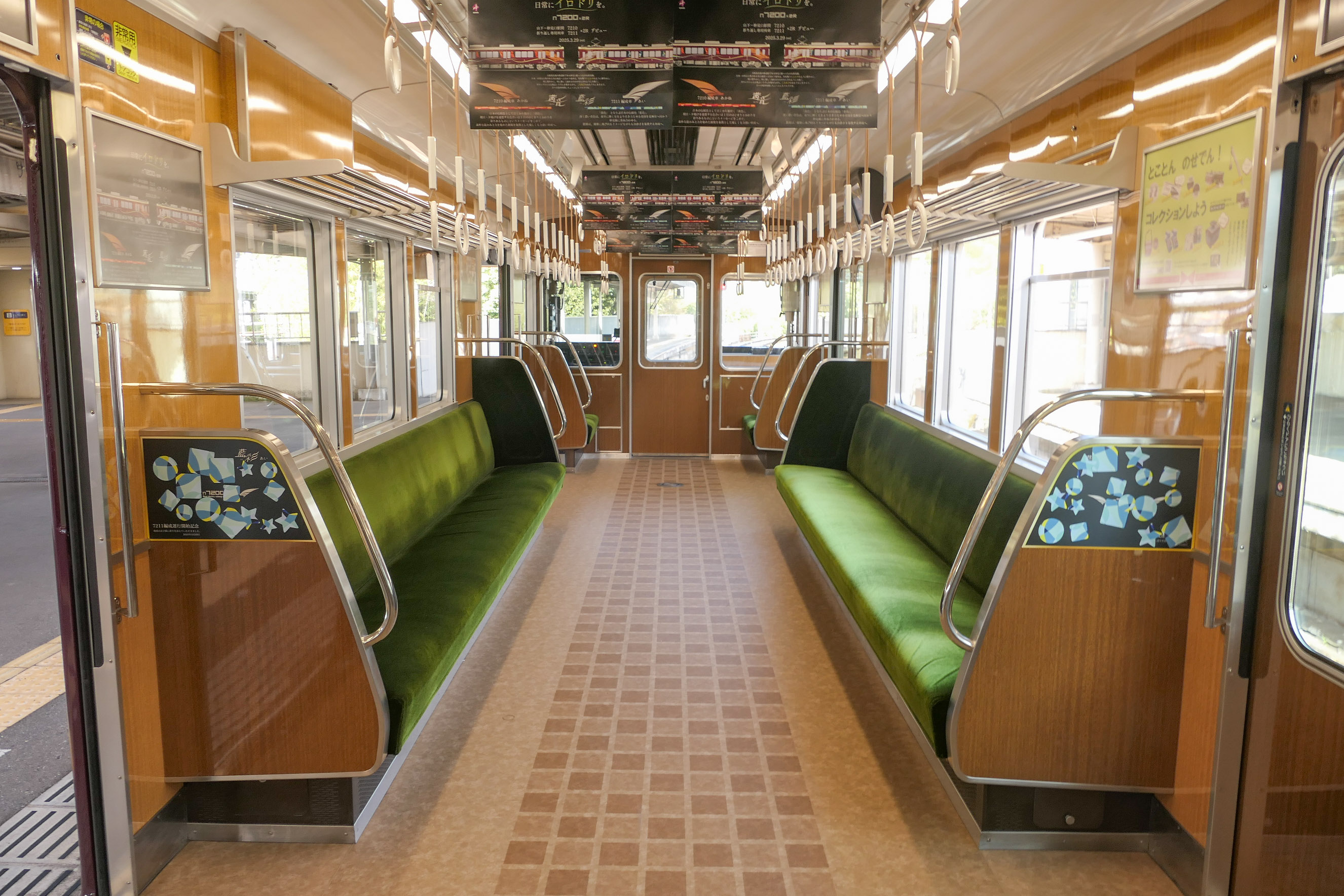
7211号車「藍彩」の車内
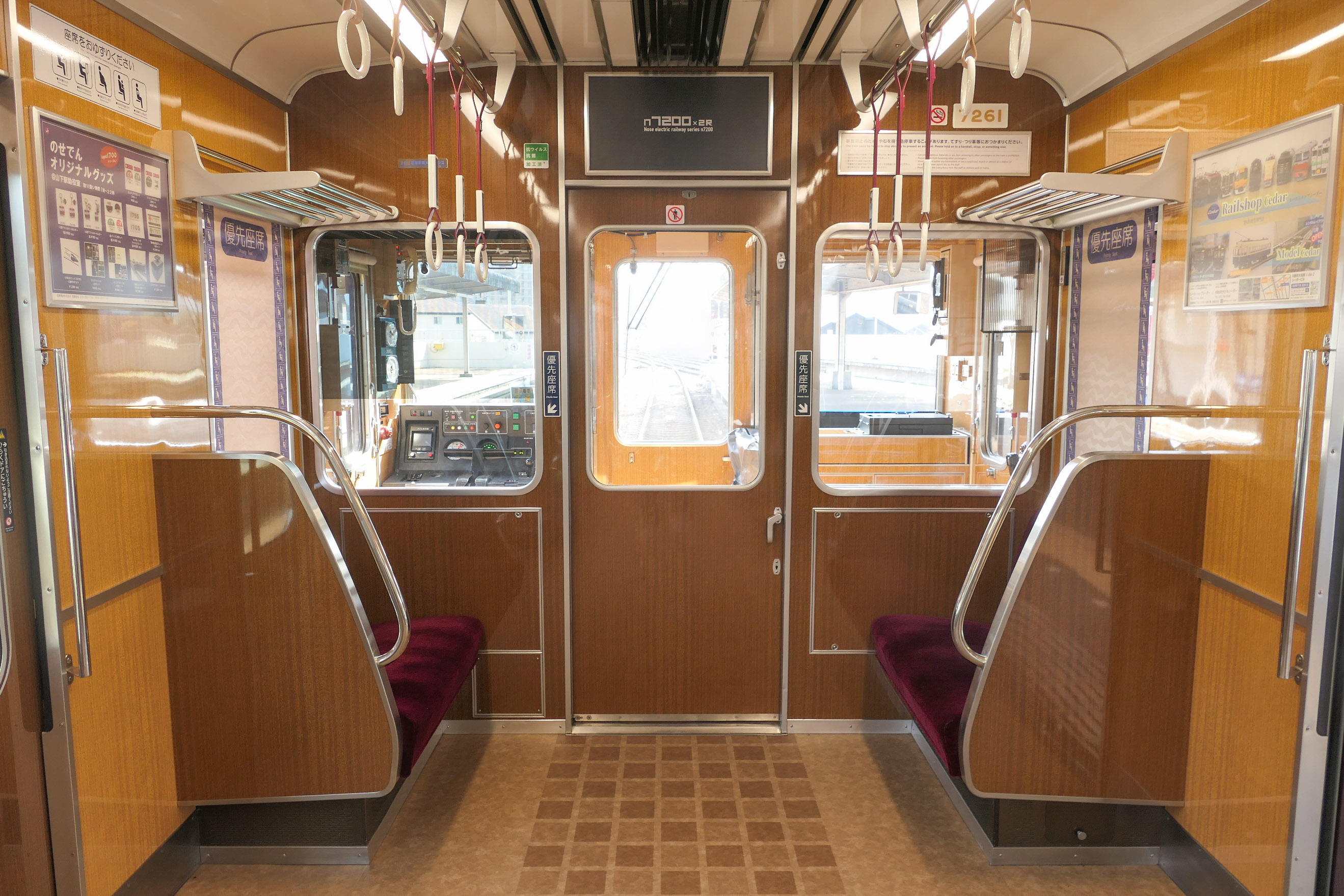
7211号車「藍彩」の優先席
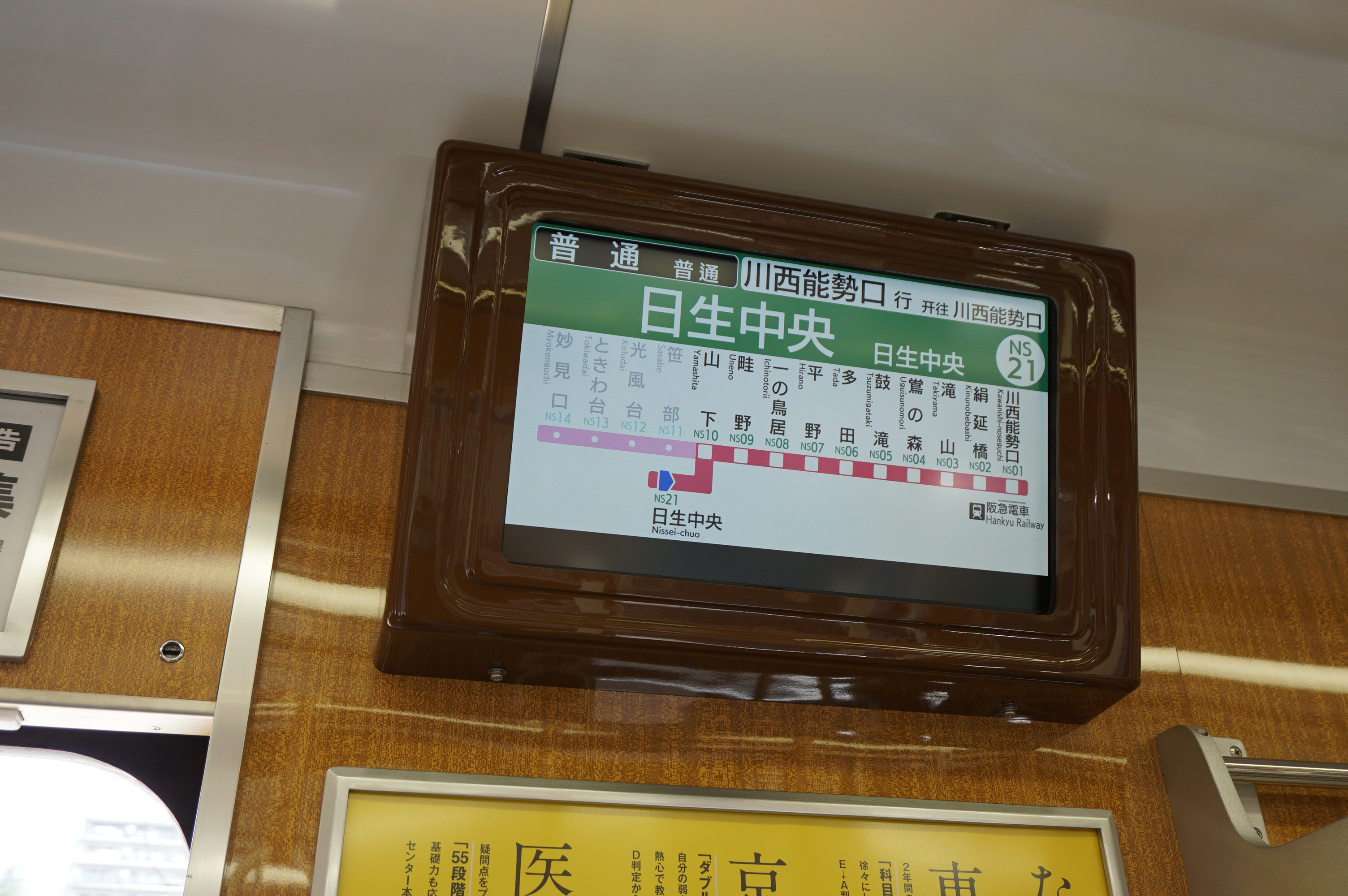
車内LCD（2018年3月）
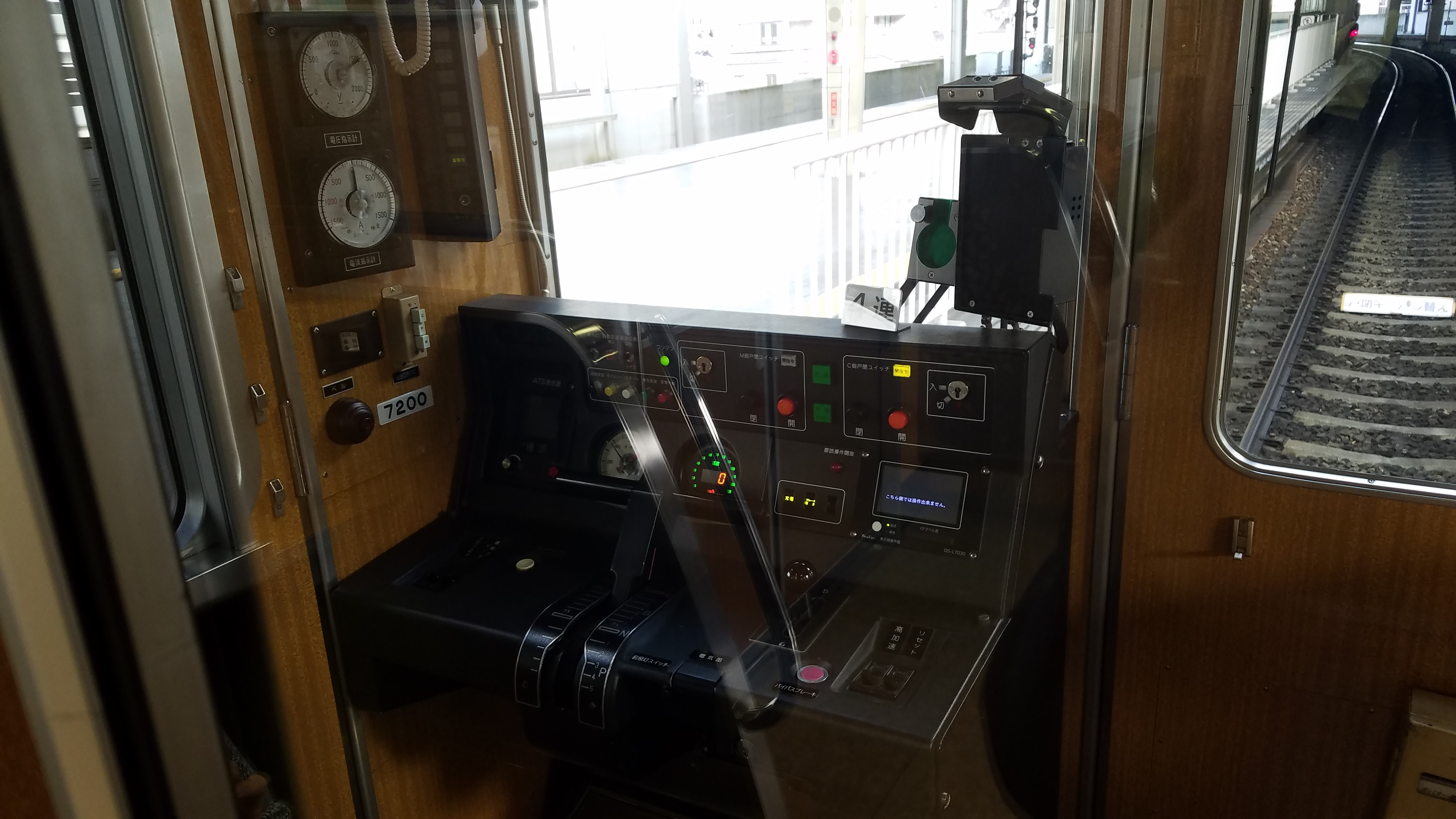
運転台
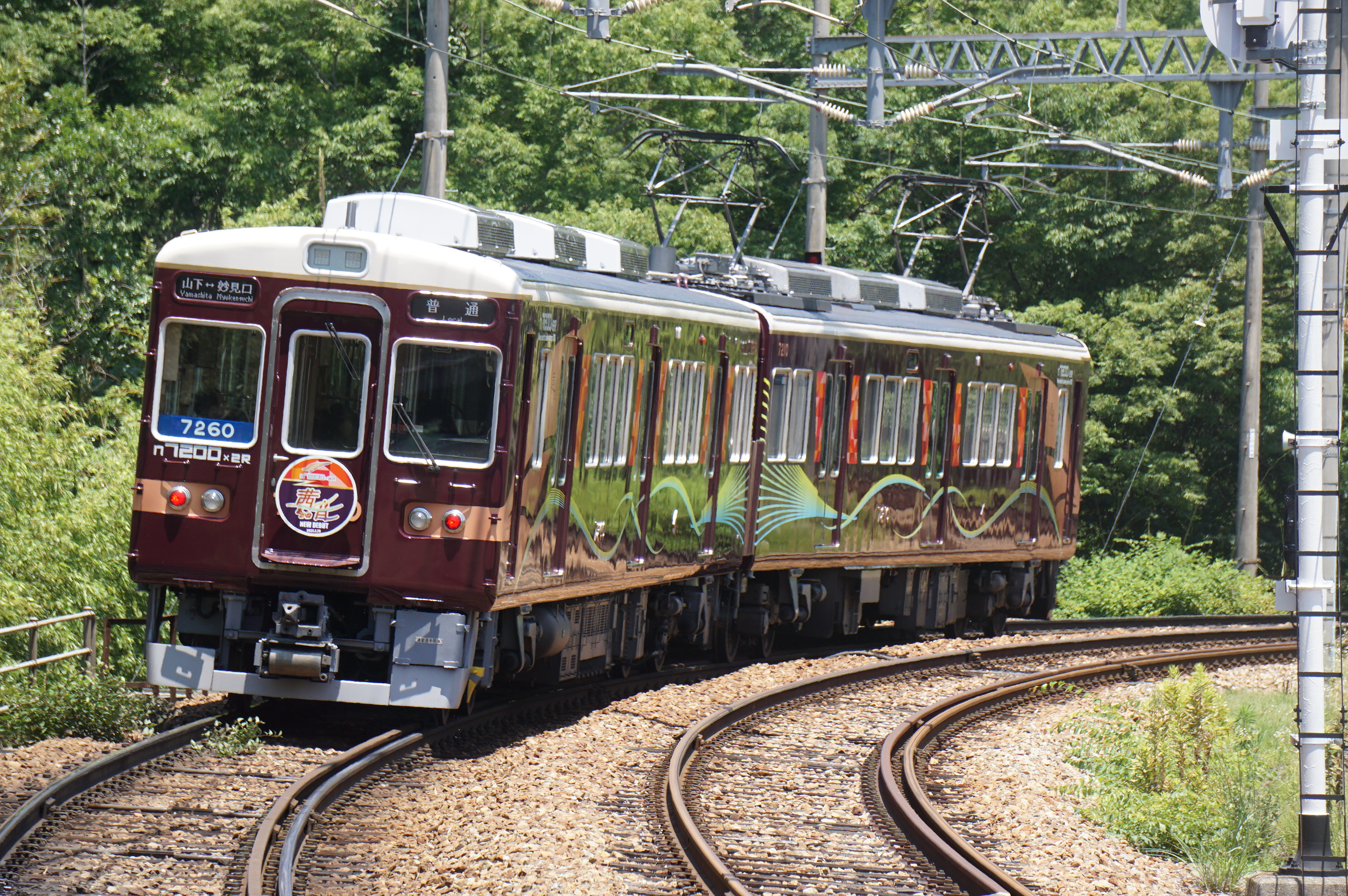
7260号車（茜音）

## 運用
妙見線・日生線の普通列車で使用される。なお、2両編成の2本は妙見線の山下駅 - 妙見口駅間のみの運用となっている。
2017年（平成29年）度は7200Fが竣工し、2018年（平成30年）3月19日に営業運転を開始した。2019年（平成31年・令和元年）度は7201Fが竣工し、5月18日に営業運転を開始した。
2021年（令和3年）度は7202Fが竣工し、4月10日に営業運転を開始した。
2024年（令和6年）度は7210F・7211Fが竣工し、2025年（令和7年）3月29日から営業運転を開始した。

## 編成表
2025年（令和6年）4月1日現在
- （）内は阪急時代の旧車番
- 太字は鋼製車（その他はアルミ車）

| ← 妙見口・日生中央川西能勢口 → | ← 妙見口・日生中央川西能勢口 → | ← 妙見口・日生中央川西能勢口 → | ← 妙見口・日生中央川西能勢口 → | ← 妙見口・日生中央川西能勢口 → | ← 妙見口・日生中央川西能勢口 → | ← 妙見口・日生中央川西能勢口 →        |
| Mc                             | M'                             | T                              | Tc                             | 阪急運用終了                   | 能勢電運用開始                 | 備考                                  |
| ------------------------------ | ------------------------------ | ------------------------------ | ------------------------------ | ------------------------------ | ------------------------------ | ------------------------------------- |
| 7200 （7025）                  | 7230 （6671）                  | 7280 （6681）                  | 7250 （7125）                  | 2017/04/07                     | 2018/03/19                     | 旧車番出典： 大阪・関西万博ラッピング |
| 7201 （7016）                  | 7231 （6670）                  | 7281 （6680）                  | 7251 （7116）                  | 2018/04/12                     | 2019/05/18                     |                                       |
| 7202 （7026）                  | 7232 （7565）                  | 7282 （7575）                  | 7252 （7126）                  | 2020/04/25                     | 2021/04/10                     |                                       |

| ← 妙見口山下 → | ← 妙見口山下 → | ← 妙見口山下 → | ← 妙見口山下 → | ← 妙見口山下 →     |
| Mc             | Tc             | 阪急運用終了   | 能勢電運用開始 | 備考               |
| -------------- | -------------- | -------------- | -------------- | ------------------ |
| 7210           | 7260           | 2024/02/13     | 2025/03/29     | 「茜音（あかね）」 |
| 7211           | 7261           | 2024/02/13     | 2025/03/30     | 「藍彩（あい)」    |